# موزه معصومیت
موزه معصومیت (ترکی: Masumiyet Müzesi) رمانی است که توسط اورهان پاموک، رمان‌نویس و برنده جایزه نوبل از ترکیه در ۲۹ اوت ۲۰۰۸ منتشر شده‌است. این کتاب داستان عاشقانه یک مرد ثروتمند تاجر به نام کمال با یکی از اقوام فقیر دورش به نام فسون را در استانبول بین سال‌های ۱۹۷۵ تا ۱۹۸۴ نشان می‌دهد.
این رمان حاوی مضامینی چون عشق، جنسیت، نقاشی، تنهایی و خانواده است که حاصل تلاش ده ساله نویسنده می‌باشد. پاموک گفت که از یوتیوب برای جستجوی موسیقی و فیلم ترکی در حین تهیه رمان استفاده کرده‌است.
گزیده‌ای با عنوان «روابط دور» در ۷ سپتامبر ۲۰۰۹ در نیویورکر منتشر شد.ترجمه انگلیسی، توسط همکار قدیمی وی Maureen Freely در ۲۰ اکتبر ۲۰۰۹ توسط Alfred A. Knopf منتشر شد.

## داستان کتاب(امکان لو رفتن داستان وجود دارد)

رمان موزه معصومیت به زبان انگلیسی

کمال دو ماه است که با دختری زیبا به نام سیبل نامزد کرده‌است که در حین خرید یک کیف دستی برای نامزدش با یک دختر مغازه دار به نام فسون آشنا می‌شود. آنچه در یک ماه و نیم آینده در پی خواهد آمد، رابطه فیزیکی و عاطفی مشتاقانه و پنهانی بین آنهاست. شادترین لحظه زندگی کمال هنگام عشق‌ورزی روزی است که فسون به عشق عمیق خود به او اعتراف می‌کند. اگرچه واضح است که او نیز کاملاً عاشق فسون شده‌است، کمال این موضوع را با خود انکار می‌کند و معتقد است که ازدواج او با سیبل و رابطه مخفیانه می‌تواند برای همیشه ادامه یابد. وقتی فسون درست پس از شرکت در نامزدی ناپدید می‌شود، حس و حال او شکسته می‌شود. حالا او باید با وابستگی و عشق عمیق خود به فسون کنار بیاید. او حدود یک سال دوران بسیار دردناکی را پشت سر می‌گذارد، قادر به ملاقات فسون نیست و از اشیا و مکان‌های مربوط به معشوق و عشق‌ورزی آنها دلجویی می‌کند. نامزدی او با سیبل قطع می‌شود و سرانجام فسون به نامه او پاسخ می‌دهد و با ملاقات او موافقت می‌کند. فسون ازدواج کرده‌است، با همسر و والدینش زندگی می‌کند و وانمود می‌کند که کمال را به عنوان یک رابطه دور، با خشم پنهانی، ملاقات می‌کند. تا هشت سال آینده کمال برای صرف شام با خانواده دیدار می‌کند و به طرق مختلف عشق خود را به فسون ابراز می‌کند، در حالی که در اشیاء مختلف مربوط به او که از خانه می‌برد، دلداری می‌یابد. سرانجام پس از مرگ پدرش، شرایط باعث می‌شود که فسون از شوهرش طلاق بگیرد. فسون و کمال قرار است پس از یک سفر در سراسر اروپا با هم ازدواج کنند، اما از سرنوشت چیز دیگری در انتظار است و آنها پس از یک شب عاشقی شدید برای همیشه از هم جدا می‌شوند. کمال هر شیء مربوط به فسون و عشق آنها را که در طول سالها جمع‌آوری شده‌است، به عنوان تصویری از لحظات مجزا از شادی و سعادت در گذر آن نه سال می‌داند. او تصمیم می‌گیرد خانه فسون را به موزه معصومیت تبدیل کند که شامل همه این اشیا و همچنین سایر یادگاری‌های مربوط به آن دوره می‌شود.

## تم‌ها

### درگیری شرق و غرب
آثار پاموک اغلب به تقابل فرهنگ بین شرق و غرب می‌پردازد که به عنوان بخشی از دلیل دریافت جایزه نوبل ادبیات به او اشاره شد. این رمان به‌طور مداوم به تأثیر غرب (اروپا و آمریکا) بر فرهنگ استانبول، هم از طریق ایده موزه‌ها و هم از طریق صنعت فیلم، که بخش بزرگی از رمان می‌شود، اشاره می‌کند.

### هویت زن و فرهنگ ترکی
یکی از موضوعات کلیدی در سراسر رمان، نقش زن در فرهنگ ترکیه است. این رمان طرد زنانی را توصیف می‌کند که قبل از ازدواج باکرگی خود را از دست داده‌اند، علی‌رغم این واقعیت که بسیاری ادعا می‌کنند نگرش «غربی‌تری» نسبت به این موضوع در استانبول دهه ۱۹۷۰ دارند. پاموک این را به عنوان تابوی باکرگی که بخشی از یک سیستم قدیمی در ترکیه است، توصیف می‌کند.
در مصاحبه ای پاموک همه این مضامین را با هم ترکیب کرد و در مورد اینکه چگونه نقش موزه نیز نقش مالکیت دارد، به نظر می‌رسد که کمال به جای اینکه به او خودمختاری در زندگی خود بدهد، به نظر می‌رسد که فوسون را به عنوان یک خرده سنگ در موزه خود داشته باشد.

## موزه
پاموک یک «موزه معصومیت» واقعی را بر اساس موزه‌ای که در کتاب توضیح داده شده‌است، تأسیس کرده‌است. این در ساختمانی در محله چخورجمعه (چوکورجوما) در بی‌اغلو، استانبول قرار دارد و مجموعه‌ای از زندگی روزمره و فرهنگ استانبول را در دوره‌ای که رمان در آن روایت می‌شود، به نمایش می‌گذارد.

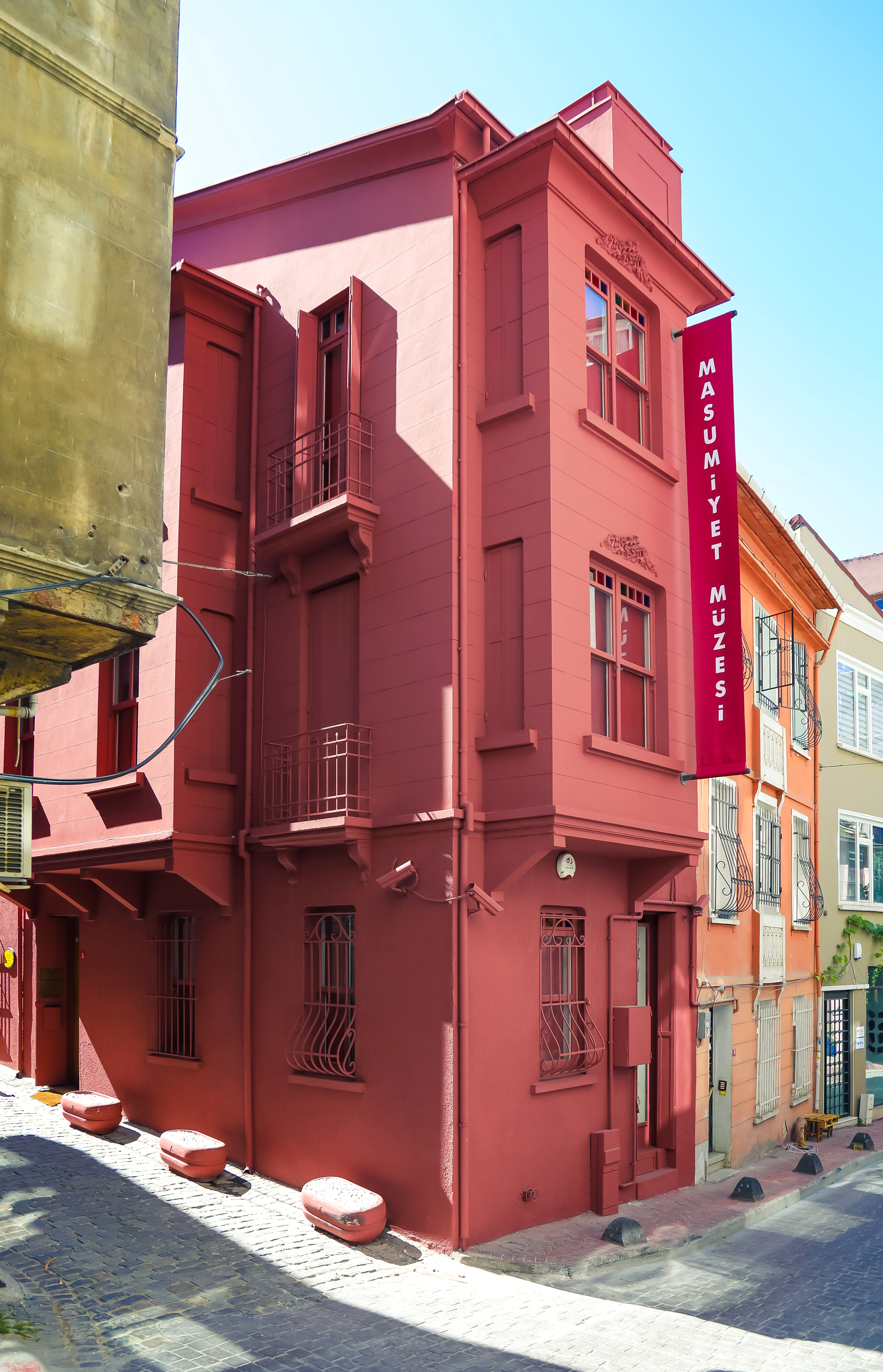
ساختمان موزه معصومیت

در ابتدا، موزه قرار بود در Schirn Kunsthalle فرانکفورت در اکتبر ۲۰۰۸، در طول نمایشگاه سالانه کتاب فرانکفورت به نمایش گذاشته شود، اما نمایشگاه لغو شد. سال ۲۰۱۰، پاموک هنوز امیدوار بود که موزه در سال ۲۰۱۱ افتتاح شود. پس از تأخیر زیاد، سرانجام موزه در آوریل ۲۰۱۲ افتتاح شد. اگرچه بعداً ایجاد شد، اما موزه و رمان در کنار هم طراحی شدند و عاشقانه‌های وسواس‌آمیز بین دو خانواده استانبولی را به نمایش گذاشتند و همچنین دیدگاهی را در مورد استانبول طبقه بالای استانبول ابدی کردند.دهه ۱۹۷۰ این پروژه توسط استانبول ۲۰۱۰ - پایتخت فرهنگی اروپا پشتیبانی شد.طبق کتاب، موزه اجازه ورود رایگان به کسانی را می‌دهد که نسخه ای از کتاب را به همراه داشته باشند. بلیتی که در فصل هشتاد و سوم کتاب قرار داده شده‌است، قبل از ورود خواننده، مهر خواهد شد.
موزه چیدمانی شگفت‌آور دارد. موزه در ۸۳ بخش منطبق بر ۸۳ قسمت کتاب طراحی و چینش شده‌است. هر بخش تصویری از استانبول می‌دهد و حال و هوای یک زمان معین را تداعی می‌کند که داستان در بسترش روایت شده‌است. هر دوطبقه به‌گونه‌ای طراحی شده‌اند که بیننده از هر نقطه بتواند به تمام زوایای آن طبقه تسلط داشته باشد.

## اشیا موزه معصومیت
پاموک همه چیز را در موزه جمع‌آوری کرده‌است و تمام اشیا، مناظر و عکس‌هایی که در رمان تشریح می‌شوند، در موزه به نمایش گذاشته شده‌اند. برای آن‌ها که رمان موزه معصومیت را خوانده‌اند، دیدار از این موزه به‌مثابه «دیدن» و «شنیدن» آن رمان است؛ فضایی شبیه داستان آلیس در سرزمین عجایب دارد و در آن استانبول سه دهه پنجاه، شصت و هفتاد را می‌توان دید: زنان مدرن با کت و دامن‌های رنگین، موهای آراسته و کیف‌هایی که مزین به مارک شنل است، ظروف نقره و عکس‌های قدیمی خانوادگی که به سیاق آن دوران گرفته شده‌اند.

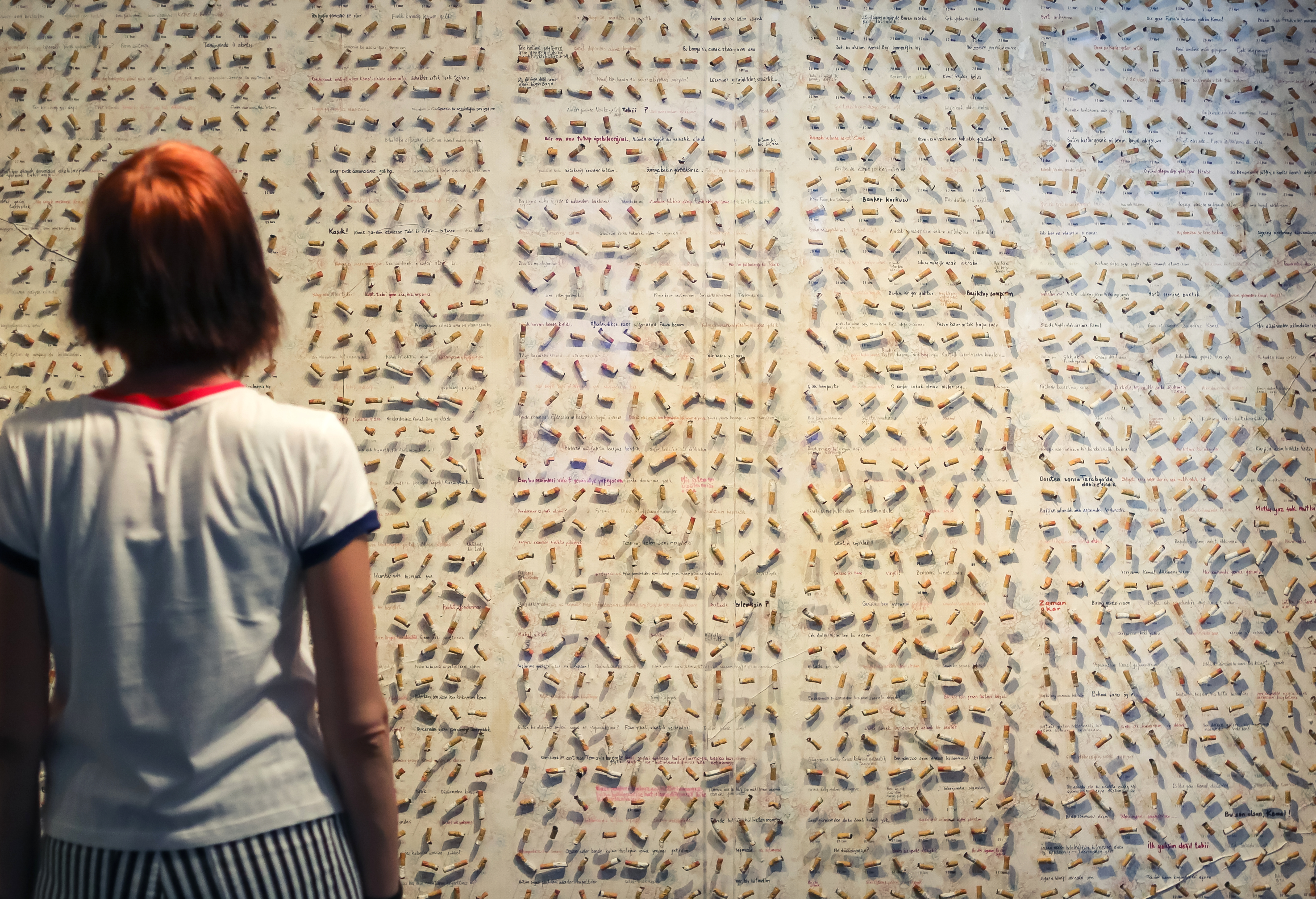
۴۲۱۳ ته سیگار نصب شده بر دیوار با توضیحی مختصر در زیر هر ته سیگار

روی یکی از دیوارهای موزه، ۴۲۱۳ ته سیگار نصب شده‌است که زیر هر کدامشان قصه‌ای، ماجرایی یا تاریخی به چشم می‌خورد. این دیوار انگار یک‌جور تقویم است. اگر کتاب را هم نخوانده باشید با خواندن متن نوشته شده زیر هر ته سیگار می‌توانید بفهمید در آن لحظه فسون چه کرده یا کمال موقع ملاقات او در چه اندیشه‌ای بوده‌است.
پاموک به گفته خود، می‌خواهد تأثیر شگرف زمان بر مکان را به مخاطب هدیه کند. این یعنی خیلی چیزها در گذر زمان تغییر می‌کنند و باید مکان و مأوایی برای ثبت آن‌ها وجود داشته باشد. اساساً رسالتی که مجموعه‌داران، کلکسیونرها و موزه‌داران خصوصی بر دوش خود دارند، همین است.
در بخش‌هایی از موزه معصومیت، فیلم‌هایی نمایش داده می‌شود که در اواخر دهه پنجاه، شصت و هفتاد میلادی در استانبول تصویربرداری شده‌اند. فیلم‌های سیاه‌وسفیدی که فضای حزن‌آلود آن روزهای استانبول را برایمان تداعی می‌کنند. دوران حزن و دلتنگی که قهرمان داستان، کمال، به خیابان‌های استانبول می‌رفت. حضور در محله‌های فقیرنشین و دیدن تصویر معشوق در جای‌جای شهر باعث می‌شد او جغرافیای استانبول را به‌گونه‌ای دیگر کشف کند.
روی یکی از دیوارهای موزه، مجموعه‌ای از سینمای دهه شصت و هفتاد ترکیه نمایش داده می‌شود. پاموک می‌گوید این کار را برای ادای دین به سینمای ترکیه کرده‌است. سینمایی که در سال‌های نوجوانی‌اش به‌هیچ‌وجه موردتوجه طبقه روشن‌فکر و مرفه جامه نبوده‌است و در بسیاری مواقع به آن کم‌لطفی شده‌است.

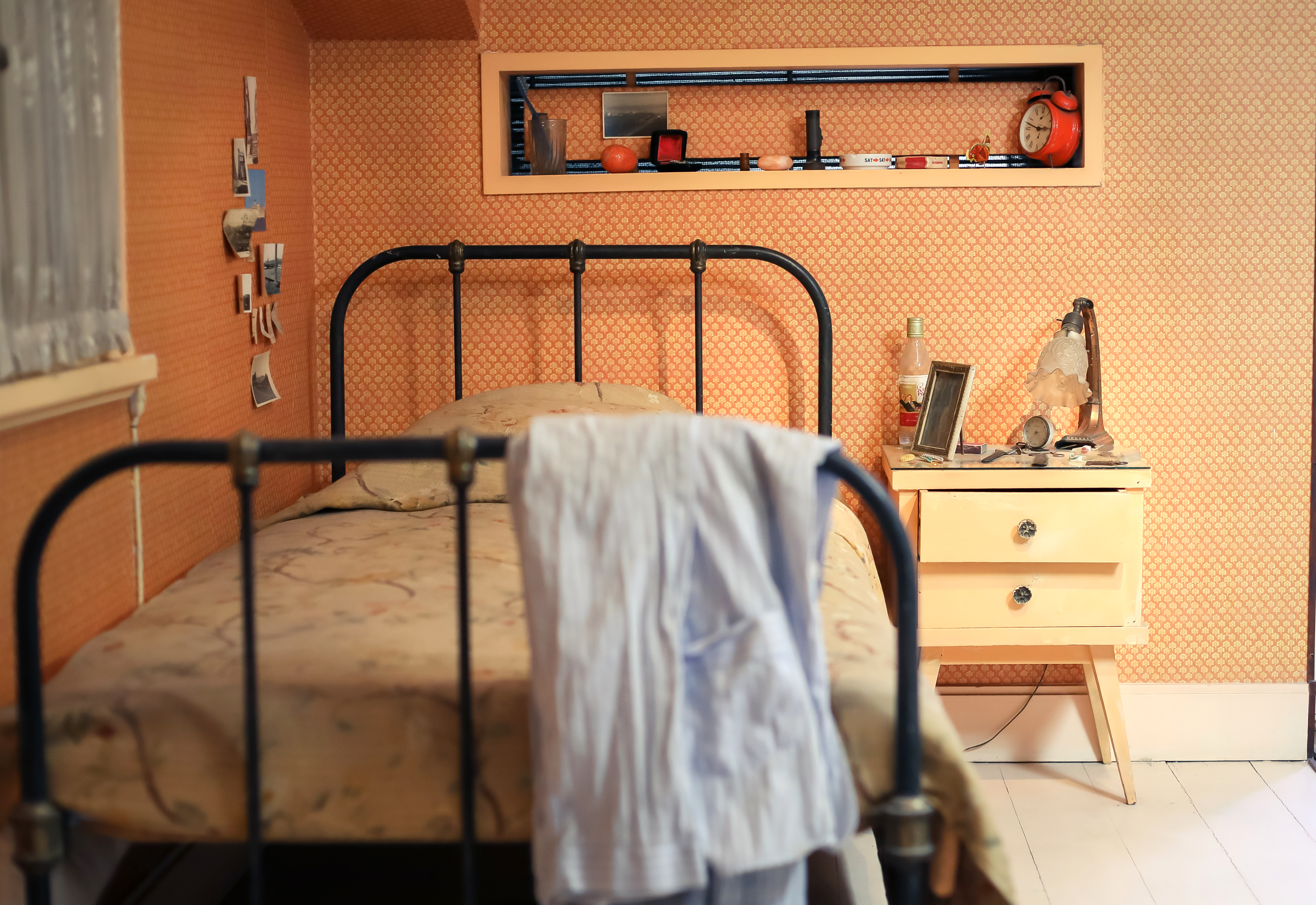
اشیا به نمایش درآمده در موزه معصومیت

موزه معصومیت، برخلاف موزه‌هایی است که صرفاً بخشی از اموال پادشاهان و سلسله‌های مختلف را به نمایش گذاشته‌اند، اشیایی که بر اثر جنگ و خونریزی جامانده‌اند یا به غنیمت گرفته شده‌اند. موزه معصومیت سرشار از زندگی است. اشیای آن یا مربوط به زندگی روزمره دهه هفتاد مردم استانبول است یا اشیایی خیالی‌اند که پاموک آن‌ها را به‌صورت سفارشی ساخته‌است تا همه‌چیز در موزه و رمان با هم منطبق باشد. پاموک دربارهٔ آن‌ها می‌گوید:
توجه کنید که این اشیا دیگر خیالی نیستند. حالا بعد از ساختنشان آن‌ها واقعی هستند.
موزه معصومیت از جزئیات ریز و به‌هم‌پیوسته تشکیل شده‌است. قهرمان رمان موزه معصومیت تلاش می‌کند گذشته‌اش را در خاطرش نگه دارد. برای همین است که اشیا را نگه می‌دارد، می‌دزدد، انبار می‌کند، به آن‌ها معنا می‌دهد و نام مجموعه را بر آن‌ها می‌گذارد. خالق موزه معصومیت معتقد است که اشیا بسیار قدرتمندند. آن‌ها بسیاری لحظات را به یادمان می‌آورند. پیدا کردن بلیط باطل‌شده سینما در جیب پیراهنی که سال‌ها قبل پوشیده‌اید، ممکن است شبی بی‌نظیر در زندگی‌تان را به خاطرتان بیاورد. آفرینش چنین موزه‌ای به قهرمان این روایت کمک می‌کند شهر و خودش را بهتر بشناسد. او موزه‌ای ساخته برای همه ما تا ببینیم که در آن، مکان به زمان تبدیل می‌شود.

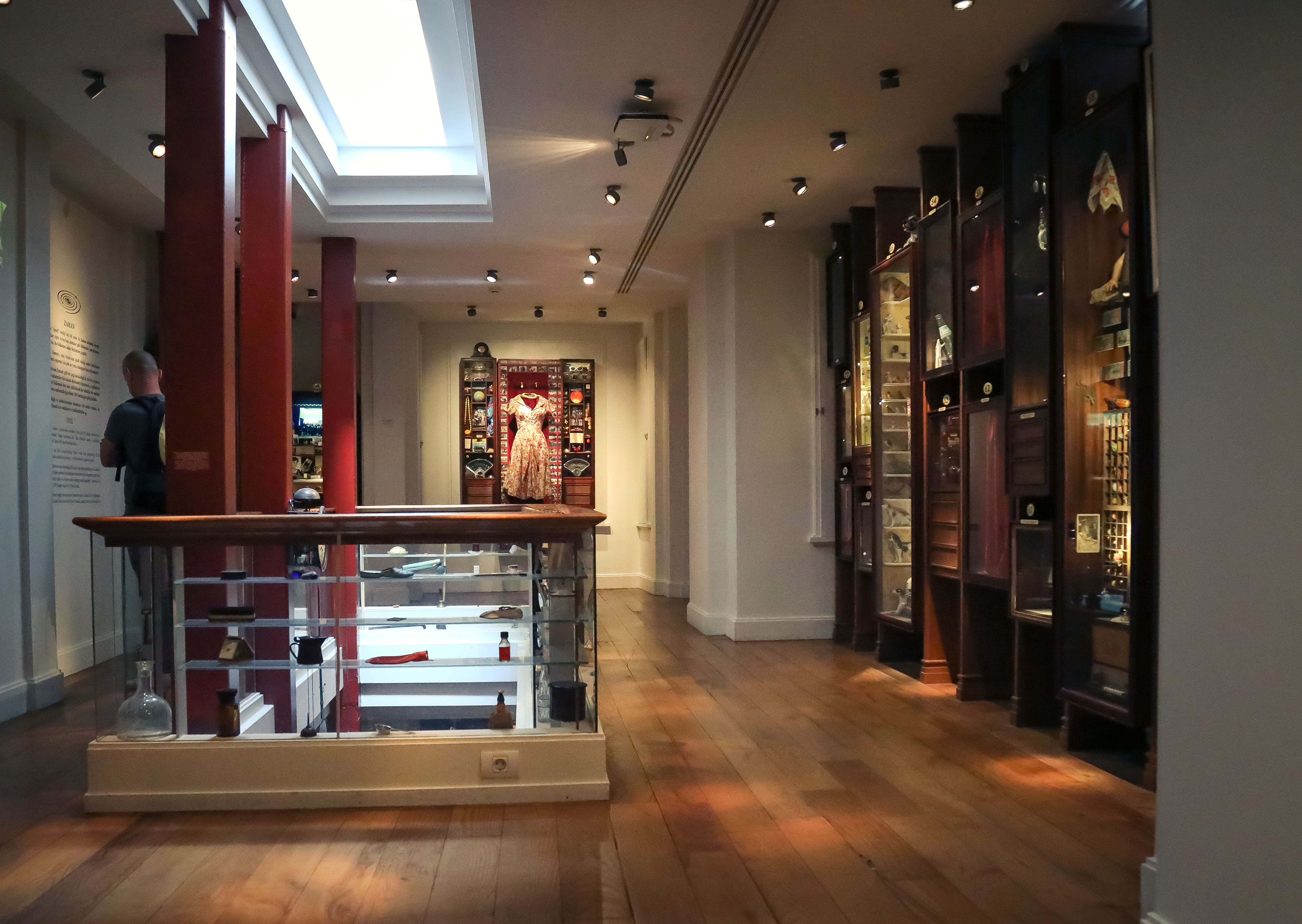